# Cyornis herioti
Cyornis herioti là một loài chim trong họ Muscicapidae.